# 主最低设备清单
主最低设备清单（英語：Master Minimum Equipment List，缩写：MMEL）指的是针对某种机型所制定的，保证其适航性的最低设备要求清单，同时也是保证飞机经济性和安全性的重要工具。这份清单一般由航空器生产公司制定，并经各国航空管理机构批准，通常会罗列一系列的操作步骤和检查内容。

## 概述
根据主最低设备清单，飞机制造商允许起飞前，某些机载设备不在正常工作状态，但这些异常不会影响某次飞行的安全。在此基础上，各个航空公司还会指定一份针对旗下机队的最低设备清单，缩写为MEL。因为客机通常设计有大量的安全冗余，某些部件的损坏并不会直接威胁到飞行安全。由于大部分航班都在白天执飞，最低设备清单有助于航空公司避免不必要的停飞，减少运营损失，以便在夜间维护中更换损坏的设备。
虽然主最低设备清单在制定时已经交由所在国民用航空管理部门的批准，航空公司在其基础上指定最低设备清单和后续修订时，通常还是要再次申请报备。
一般情况下，同意放飞一架飞机前，飞机维护人员需要根据最低设备清单，确认符合最低放飞条件。如果有设备损坏，要记录下具体哪些设备无法工作。一般来说各个航司会规定，允许某个设备在异常状态下，执行一定数量的飞行小时或者飞行日。有时还会要求在此期间进行必要的检查。
根据飞行条件，例如时间，气候，地理位置的不同，最低设备清单也会做出相应的调整。例如空客A320飞机的起落架上有两盏着陆灯、两盏滑行灯和两盏跑道脱离灯。夜间执飞的航班，只要滑行灯和跑道脱离灯工作正常，则允许其中一盏着陆灯损坏；但如果是白天着陆的航班，即使两盏着陆灯都不亮，也允许放飞。